# 1869
| [ Edytuj tabelę ]              | |
| Król Polski (tytularny)        | - 1855 Aleksander II Romanow 1881 |
| Emir Afganistanu               | - 1867 Szer Ali Chan 1879 |
| Współksiążęta Andory           | - 1853 Josep Caixal i Estradé 1879 - 1848 Karol Ludwik Napoleon Bonaparte 1870                                                         |
| Prezydent Argentyny            | - 1868 Domingo Faustino Sarmiento 1874                                                                                                 |
| Cesarz Austrii                 | - 1848 Franciszek Józef I 1916 |
| Król Bawarii                   | - 1864 Ludwik II 1886 |
| Król Belgów                    | - 1865 Leopold II 1909 |
| Premier Belgii                 | - 1868 H.-J.-W. Frère-Orban 1870 |
| Prezydent Boliwii              | - 1864 Mariano Melgarejo 1871 |
| Cesarz Brazylii                | - 1831 Pedro II 1889 |
| Sułtan Brunei                  | - 1852 Abdul Momin 1885 |
| Prezydent Chile                | - 1861 José Joaquín Pérez 1871 |
| Cesarz Chin                    | - 1861 Tongzhi 1875 |
| Król Czech                     | - 1848 Franciszek Józef I 1916 |
| Król Danii                     | - 1863 Chrystian IX 1906 |
| Premier Danii                  | - 1865 Christian Emil Krag-Juel- -Vind-Frijs 1870                                                                                      |
| Dalajlama                      | - 1857 Trinlej Gjaco 1875 |
| Prezydent Dominikany           | - 1868 Buenaventura Báez 1874 |
| Władca Egiptu                  | - 1863 Isma’il Pasza 1879 |
| Premier Egiptu                 | - 1868 Muhammad Szarif Pasza 1872 |
| Prezydent Ekwadoru             | - 1868 Juan Javier Espinosa 1869 - 1869 Gabriel García Moreno 1869 - 1869 Manuel de Ascásubi 1869 - 1869 Gabriel García Moreno 1875    |
| Cesarz Etiopii                 | - 1868 Tekle Gijorgis II 1871 |
| Cesarz Francuzów               | - 1852 Napoleon III 1870 |
| Król Grecji                    | - 1863 Jerzy I 1913 |
| Prezydent Gwatemali            | - 1865 Vicente Cerna Sandoval 1871 |
| Prezydent Haiti                | - 1869 Nissage Saget 1874 |
| Cesarz Haiti                   | - 1868 Sylwan I Salnave 1870 |
| Król Hawajów                   | - 1863 Kamehameha V 1872 |
| Król Holandii                  | - 1849 Wilhelm III 1890 |
| Premier Holandii               | - 1868 Pieter Philip van Bosse 1871 |
| Prezydent Hondurasu            | - 1864 José María Medina 1872 |
| Szach Iranu                    | - 1848 Naser ad-Din Szah 1896 |
| Król Irlandii                  | - 1837 Wiktoria Hanowerska 1901 |
| Cesarz Japonii                 | - 1867 Mutsuhito 1912 |
| Kalif                          | - 1861 Abdülaziz 1876 |
| Premier Kanady                 | - 1867 John Macdonald 1873 |
| Emir Kataru                    | - 1847 Muhammad ibn Sani 1878 |
| Prezydent Kolumbii             | - 1868 gen. Santiago Gutiérrez 1870 |
| Patriarcha Konstantynopola     | - 1867 Grzegorz VI 1871 |
| Władca Korei                   | - 1863 Kojong 1907 |
| Prezydent Kostaryki            | - 1868 Jesús Jiménez Zamora 1870 |
| Emir Kuwejtu                   | - 1866 Abd Allah II 1892 |
| Prezydent Liberii              | - 1868 James Spriggs-Payne 1870 |
| Książę Liechtensteinu          | - 1858 Jan II Dobry 1929 |
| Wielki książę Luksemburga      | - 1849 Wilhelm III 1890 |
| Premier Luksemburga            | - 1867 Emmanuel Servais 1874 |
| Sułtan Maroka                  | - 1859 Muhammad IV 1873 |
| Prezydent Meksyku              | - 1867 Benito Juárez 1872 |
| Książę Monako                  | - 1856 Karol III 1889 |
| Król Nawarry                   | - 1848 Napoleon I 1870 |
| Król Nepalu                    | - 1847 Surendra 1881 |
| Premier Nepalu                 | - 1857 Jang Bahadur Rana 1877 |
| Prezydent Nikaragui            | - 1867 Fernando Guzmán Solórzano 1871                                                                                                  |
| Król Norwegii                  | - 1859 Karol IV 1872 |
| Premier Nowej Zelandii         | - 1865 Edward Stafford 1869 - 1869 William Fox 1872                                                                                    |
| Sułtan Omanu                   | - 1868 Azzan ibn Kajs 1870 |
| Papież                         | - 1846 Pius IX 1878 |
| Prezydent Paragwaju            | - 1862 Francisco Solano López 1870 |
| Prezydent Peru                 | - 1868 José Balta 1872 |
| Król Portugalii                | - 1861 Ludwik 1889 |
| Król Prus                      | - 1861 Wilhelm I 1888 |
| Car Rosji                      | - 1855 Aleksander II 1881 |
| Książę Rumunii                 | - 1866 Karol I 1881 |
| Premier Rumunii                | - 1868 Dimitrie Ghica 1870 |
| Król Saksonii                  | - 1854 Jan Wettyn 1873 |
| Prezydent Salwadoru            | - 1863 Francisco Dueñas 1871 |
| Kapitanowie Regenci San Marino | - 1868 Pietro Tonnini Sante Lonfernini 1869 - 1869 Filippo Belluzzi Francesco Malpeli 1869 - 1869 Settimio Belluzzi Giacomo Berti 1870 |
| Książę Serbii                  | - 1868 Milan I Obrenowić 1882 |
| Prezydent Szwajcarii           | - 1869 Emil Welti 1869 |
| Król Szwecji                   | - 1859 Karol XV 1872 |
| Król Tajlandii                 | - 1868 Chulalongkorn 1910 |
| Sułtan Turków                  | - 1861 Abdülaziz 1876 |
| Prezydent Urugwaju             | - 1868 Lorenzo Batlle y Grau 1872 |
| Prezydent USA                  | - 1865 Andrew Johnson 1869 - 1869 Ulysses Grant 1877                                                                                   |
| Prezydent Wenezueli            | - 1868 Guillermo Tell Villegas 1869 - 1869 José Ruperto Monagas 1870                                                                   |
| Król Węgier                    | - 1848 Franciszek Józef I 1916 |
| Premier Węgier                 | - 1867 Gyula Andrássy 1871 |
| Monarcha Wielkiej Brytanii     | - 1837 Wiktoria 1901 |
| Premier Wielkiej Brytanii      | - 1868 William Ewart Gladstone 1874 |
| Cesarz Wietnamu                | - 1847 Tự Đức 1883 |
| Król Włoch                     | - 1861 Wiktor Emanuel II 1878 |

Rok 1869 / MDCCCLXIX
stulecia: XVIII wiek ~
XIX wiek ~
XX wiek

dziesięciolecia:
1830–1839 •
1840–1849 •
1850–1859 •
1860–1869
• 1870–1879
• 1880–1889
• 1890–1899

lata: 1859 «
1864 «
1865 «
1866 «
1867 «
1868 «
1869
» 1870
» 1871
» 1872
» 1873
» 1874
» 1879

## Wydarzenia w Polsce
- 18 kwietnia – na łamach Przeglądu Tygodniowego ukazała się debiutancka publikacja Henryka Sienkiewicza – recenzja teatralna z występu Wincentego Rapackiego.
- 20 czerwca – w Odporyszowie koło Tarnowa w wypadku pierwowzoru lotni swej konstrukcji ciężko ranny został pionier lotnictwa Jan Wnęk. W wyniku odniesionych obrażeń zmarł w szpitalu 10 lipca.
- 8 lipca – na Wawelu odbył się powtórny pogrzeb odnalezionych w Katedrze szczątków króla Kazimierza III Wielkiego.
- 13 lipca – w Łodzi uruchomiono gazowe oświetlenie ulic i placów.
- 20 lipca – do Sądu Rejonowego w Krakowie wpłynął anonim informujący o fakcie przetrzymywania od 21 lat w nieludzkich warunkach zakonnicy w tamtejszym klasztorze karmelitanek bosych.
- 24 lipca – rozruchy w Krakowie wywołane doniesieniami prasowymi o sprawie Barbary Ubryk.
- 11 sierpnia – położono kamień węgielny pod Kopiec Unii Lubelskiej we Lwowie.
- 11 września – została założona firma cukiernicza Blikle.
- 9 listopada – w Krakowie, w kościele Mariackim odsłonięto po remoncie ołtarz Wita Stwosza.
- 11 grudnia – w Teatrze Wielkim w Warszawie odbyła się premiera opery Paria, ostatniego ukończonego dzieła Stanisława Moniuszki.
- Powstał Pielgrzym, redagowane przez S. Kellera pismo polskie na Pomorzu.
- Jan Matejko namalował Unię lubelską.
- Powstało Fredreum – najstarszy polski teatr amatorski.
- W zaborze rosyjskim przeprowadzono reformę administracyjną, w wyniku której wiele miast utraciło prawa miejskie, między innymi (Nowy Korczyn, Waśniów, Andrzejów, Białobrzegi, Radoszyce, Sławków, Kossów, Szydłów).
- Zbudowano drogę bitą Lębork – Łeba.
- Oddano do użytku linię kolejową Sędzisław – Lubawka.

## Wydarzenia na świecie
- 15 stycznia – w Hiszpanii odbyły się wybory do Kortezów Ustawodawczych.
- 25 stycznia – w katedrze w Burgos, zamordowany został przez księży gubernator Isidoro Gutiérrez de Castro y Cossio.
- 27 stycznia – wojna boshin: na wyspie Hokkaido zwolennicy rodu Tokugawów utworzyli separatystyczną Republikę Ezo.
- 5 lutego – w Moliagul w australijskim stanie Wiktoria znaleziono największy na świecie samorodek złota (62,5 kg).
- 4 marca – Ulysses Grant został 18. prezydentem Stanów Zjednoczonych.
- 6 marca
  - Dmitrij Mendelejew zaprezentował układ okresowy pierwiastków chemicznych
  - w południowym Londynie (dzielnica Crystal Palace) odbył się pierwszy międzynarodowy wyścig kolarski
- 10 marca – Bayonne w New Jersey otrzymało prawa miejskie.
- 2 kwietnia – niemiecki astronom Robert Luther odkrył planetoidę (108) Hecuba.
- 1 maja – na ulice Brukseli wyjechał pierwszy tramwaj konny.
- 2 maja – otwarto paryską salę koncertową Folies Bergère.
- 4 maja – Japonia: rozpoczęła się bitwa w zatoce Hakodate.
- 9 maja – założono Niemiecki Związek Alpejski (DAV).
- 10 maja:
  - została otwarta Pierwsza Kolej Transkontynentalna, łącząca sieć kolejową na wschodzie USA z Kalifornią i wybrzeżem Pacyfiku.
  - japońska flota cesarska odniosła zwycięstwo nad flotą Republiki Ezo podczas bitwy w zatoce Hakodate.
- 18 maja – Republika Ezo podpisała traktat pokojowy z Japonią.
- 27 czerwca – koniec 5-letniej wojny domowej w Japonii (kapitulacja wiceadm. Takeaki Enomoto).
- 15 lipca – w Paryżu Hippolyte Mège-Mouriès opatentował margarynę.
- 28 lipca – duński następca tronu książę Fryderyk poślubił księżniczkę szwedzką i norweską Luizę.
- 17 sierpnia – na ulice Brna wyjechały pierwsze tramwaje konne.
- 5 września – w Bawarii rozpoczęto budowę zamku Neuschwanstein.
- 24 września – w USA załamał się rynek złota. Był to tzw. czarny piątek.
- 1 października – pierwsza kartka pocztowa pojawiła się w Austrii. Nazwano ją Correspondenz-Karte i miała służyć do taniej komunikacji żołnierzy przebywających na froncie ze swoimi bliskimi. W ciągu pierwszych 3 miesięcy sprzedano ich aż 3 miliony.
- 5 października – zwodowano w Glasgow statek „Otago”, jedyny żaglowiec, który prowadził w latach 1888–1889 jako kapitan – pisarz Józef Conrad Korzeniowski.
- 16 października – w stanie Nowy Jork miała miejsce mistyfikacja archeologiczna – „odkrycie” tzw. Giganta z Cardiff.
- 4 listopada – w Londynie ukazał się pierwszy numer czasopisma Nature.
- 6 listopada
  - Londyn: królowa Wiktoria dokonała otwarcia Blackfriars Bridge.
  - w New Brunswick w stanie New Jersey rozegrano pierwszy mecz futbolu amerykańskiego.
- 17 listopada – w obecności wielu koronowanych głów z Europy wicekról Egiptu Isma’il Pasza dokonał uroczystego otwarcia Kanału Sueskiego – drogi wodnej łączącej Morze Śródziemne z Czerwonym.
- 23 listopada – w Dumbarton w Szkocji, statek kliper Cutty Sark został zwodowany. Jest jednym z ostatnich statków tego typu, który został zbudowany i jako jedyny który przetrwał do XXI wieku.
- 7 grudnia – Jesse James, amerykański bandyta i rewolwerowiec dokonał pierwszego napadu.
- 10 grudnia – Wyoming (wówczas terytorium) przyznało prawa wyborcze kobietom.
- Gustave Flaubert zakończył pisanie Szkoły uczuć (fr. L’Education sentimentale).
- Matthew Arnold opublikował ogólnokrytyczne dzieło Culture and Anarchy.
- Czasopismo związane z dekabrystami, Polarnaja Zwiezda przeniosło się z Londynu do Genewy.
- Założono Sapporo, miasto w Japonii.
- Wprowadzono do lecznictwa pierwszy syntetyczny lek nasenny: hydral (wodnik chloralowy)

## Urodzili się
- 6 stycznia – Antoni Rewera, polski ksiądz, męczennik, błogosławiony katolicki (zm. 1942)
- 9 stycznia – Władysław Heinrich, polski filozof i psycholog (zm. 1957)
- 15 stycznia – Stanisław Wyspiański, polski pisarz, dramaturg, malarz, scenograf, grafik (zm. 1907)
- 17 stycznia – Emil Plage, przemysłowiec lubelski (zm. 1909)
- 25 stycznia – Jan Balicki, polski duchowny katolicki, błogosławiony (zm. 1948)
- 29 stycznia – Kenneth McKellar, amerykański polityk, senator ze stanu Tennessee (zm. 1957)
- 11 lutego – Else Lasker-Schüler, niemiecka poetka wyznania żydowskiego (zm. 1945)
- 14 lutego – Charles Thomson Rees Wilson, szkocki fizyk, laureat Nagrody Nobla w dziedzinie fizyki w roku 1927 (zm. 1959)
- 22 lutego – Helena Zimajer, polska aktorka i śpiewaczka operetkowa (zm. 1964)
- 24 lutego – Maciej Glogier, polski prawnik, samorządowiec, polityk, senator RP (zm. 1940)
- 27 lutego – Alice Hamilton, amerykańska bakteriolog (zm. 1970)
- 28 lutego – Helena Malczewska, polska działaczka charytatywna (zm. 1936)
- 3 marca – Wincenty Matuszewski, polski duchowny katolicki, męczennik, błogosławiony (zm. 1940)
- 7 marca – Bertha Townsend, amerykańska tenisistka (zm. 1909)
- 8 marca – Aleksandra Szyperska, polska działaczka narodowa, radna Rady Miejskiej w Katowicach (zm. 1938)
- 12 marca – George Forbes, nowozelandzki polityk, w latach 1930–1935 premier Nowej Zelandii (zm. 1947)
- 15 marca:
  - Józef Tápies Sirvant, hiszpański duchowny katolicki, męczennik, błogosławiony (zm. 1936)
  - Stanisław Wojciechowski, prezydent RP, później działacz ruchu spółdzielczego (zm. 1953)
- 18 marca – Neville Chamberlain, angielski polityk (zm. 1940)
- 19 marca – Józef Mehoffer, polski malarz i grafik (zm. 1946)
- 1 kwietnia - Amalia Wasserberger, polska działaczka społeczna, filantropka (zm. 1936)
- 11 kwietnia – Gustav Vigeland, norweski rzeźbiarz (zm. 1943)
- 23 kwietnia – Edward Hebern, amerykański wynalazca, konstruktor nowoczesnej maszyny szyfrującej (zm. 1952)
- 14 maja – Arthur Rostron, kapitan RMS Carpathia (zm. 1940)
- 17 maja – Manuel Basulto Jiménez, hiszpański biskup katolicki, męczennik, błogosławiony (zm. 1936)
- 20 maja – Joshua Pim, irlandzki tenisista, zwycięzca Wimbledonu (zm. 1942)
- 26 maja - Helena Żelewska, polska nauczycielka i działaczka społeczna (zm. 1937)
- 19 czerwca:
  - Albert Michelet, francuski żeglarz, olimpijczyk (zm. 1928)
  - John Silén, fiński żeglarz, medalista olimpijski (zm. 1949)
- 27 czerwca – Wacław Gąsiorowski, polski powieściopisarz, dziennikarz, publicysta (zm. 1939)
- 2 lipca – Hjalmar Söderberg, szwedzki pisarz (zm. 1941)
- 4 lipca – Julius Gehl, niemiecki polityk, prezydent Gdańska (zm. 1944)
- 5 lipca – Ludwig Koziczinski, niemiecki taternik, budowniczy (zm. 1911)
- 7 lipca – Józef Halka, podpułkownik kontroli administracji Wojska Polskiego, działacz niepodległościowy i społeczno-narodowy (zm. 1924)
- 16 lipca – Kazimierz Czapla, polski adwokat, notariusz i działacz narodowy na Górnym Śląsku (zm. 1930)[1][2]
- 17 lipca – Harry Wahl, fiński żeglarz, medalista olimpijski (zm. 1940)
- 19 lipca – Ludwika Wiktoria Orleańska, francuska arystokratka, księżna Bawarii (zm. 1952)
- 30 lipca – Krzysztof Magallanes Jara, meksykański duchowny katolicki, męczennik, święty (zm. 1927)
- 7 sierpnia – Józef Gambaro, włoski franciszkanin, misjonarz, męczennik, święty katolicki (zm. 1900)
- 9 sierpnia – Emanuel Medina Olmos, hiszpański biskup, błogosławiony katolicki (zm. 1936)
- 15 sierpnia – Émile Cornellie, belgijski żeglarz, medalista olimpijski (zm. 1945)
- 3 września – Fritz Pregl, austriacki chemik i fizjolog, laureat Nagrody Nobla (zm. 1930)
- 5 września – Iwan Dutczak, ukraiński polityk (zm. po 1927)
- 11 września – Fidela Oller Angelats, hiszpańska zakonnica, męczennica, błogosławiona katolicka (zm. 1936)
- 18 września – Ellen Hansell, amerykańska tenisistka (zm. 1937)
- 25 września – Rudolf Otto, niemiecki teolog protestancki (zm. 1937)
- 1 października – Stefania Sempołowska, polska pisarka, pedagog (zm. 1944)
- 2 października – Mahatma Gandhi, indyjski działacz narodowościowy (zm. 1948)
- 6 października:
  - Cornelis Hin, holenderski żeglarz, medalista olimpijski (zm. 1944)
  - Enid Yandell, amerykańska rzeźbiarka (zm. 1934)
- 14 października - Alice Keppel, angielska arystokratka (zm. 1947)
- 30 października – Edmund Dalbor, polski duchowny katolicki, arcybiskup poznańsko-gnieźnieński i prymas Polski, kardynał (zm. 1926)
- 5 listopada:
  - Teofil Emeryk Laśkiewicz, inżynier technolog, przemysłowiec i współwłaściciel „Zakładów Mechanicznych E. Plage i T. Laśkiewicz” w Lublinie (zm. 1925)
  - Nicholas Longworth, amerykański polityk (zm. 1931)
- 8 listopada – Joseph Franklin Rutherford, drugi prezes Towarzystwa Strażnica Badaczy Pisma Świętego, obecnie Świadków Jehowy (zm. 1942)
- 17 listopada – Klemens Szeptycki, duchowny greckokatolicki, studyta, męczennik, błogosławiony katolicki (zm. 1951)
- 20 listopada:
  - Michalina Jozafata Hordaszewska, błogosławiona (zm. 1919)
  - Andrzej Maj, polski polityk, działacz ZLN i wicemarszałek Sejmu Ustawodawczego (zm. 1934)
  - Eliasz Carbonell Mollá, hiszpański duchowny katolicki, męczennik, błogosławiony (zm. 1936)
- 22 listopada – André Gide, francuski prozaik (zm. 1951)
- 23 listopada – Valdemar Poulsen, duński fizyk, elektrotechnik (zm. 1942)
- 24 listopada – António Óscar de Fragoso Carmona, dyktator Portugalii (zm. 1951)
- 29 listopada – Andrzej Pszenicki, polski inżynier budownictwa, konstruktor (zm. 1941)
- 30 listopada – Nils Gustaf Dalén, szwedzki wynalazca, laureat Nagrody Nobla (zm. 1937)
- 2 grudnia – Jonas Cohn, niemiecki filozof i pedagog (zm. 1947)
- 23 grudnia - Helena Ceysingerówna, polska poetka i pisarka, dziennikarka (zm. 1950)
- 31 grudnia – Henri Matisse, francuski malarz (zm. 1954)

data dzienna nieznana: 
- Łucja Wang Wang, chińska męczennica, święta katolicka (zm. 1900)

## Zmarli
- 25 stycznia – Isidoro Gutiérrez de Castro y Cossio, hiszpański dziennikarz i polityk (ur. 1824)
- 28 lutego – Alphonse de Lamartine, francuski polityk, pacyfista i pisarz (ur. 1790)
- 8 marca – Hector Berlioz, francuski kompozytor (ur. 1803)
- 10 marca – Jan Józef Lataste, francuski dominikanin, założyciel betanek dominikanek, błogosławiony katolicki (ur. 1832)
- 11 maja – Toshizō Hijikata, zastępca dowódcy Shinsengumi ginie od strzału z pistoletu
- 16 czerwca – Bronisław Ferdynand Trentowski, polski filozof, pedagog, mason
- 22 lipca – John Augustus Roebling, amerykański budowniczy mostów wiszących (ur. 1806)
- 11 września – Thomas Graham, szkocki chemik i fizyk (ur. 1805)
- 8 października – Franklin Pierce, czternasty prezydent USA (ur. 1804)
- 13 października – Charles-Augustin Sainte-Beuve, francuski pisarz i krytyk literacki (ur. 1804)
- 21 października – Ludwik Geyer, polski przemysłowiec niemieckiego pochodzenia (ur. 1805)
- 23 października – Edward Stanley, 14. hrabia Derby, premier Wielkiej Brytanii w latach: 1852, 1858-1859 i 1866-1868 (ur. 1799)
- 8 grudnia – Narcyza Martillo y Morán, ekwadorska święta katolicka (ur. 1832)
- 17 grudnia – Antoni Manastyrski, polski duchowny katolicki, biskup przemyski (ur. 1803)
- 26 grudnia – Jean Louis Marie Poiseuille, francuski lekarz i fizyk (ur. 1797)
- Abraham Buchner – polski Żyd, nauczyciel (ur. 1789)

## Święta ruchome
- Tłusty czwartek: 4 lutego
- Ostatki: 9 lutego
- Popielec: 10 lutego
- Niedziela Palmowa: 21 marca
- Wielki Czwartek: 25 marca
- Wielki Piątek: 26 marca
- Wielka Sobota: 27 marca
- Wielkanoc: 28 marca
- Poniedziałek Wielkanocny: 29 marca
- Wniebowstąpienie Pańskie: 6 maja
- Zesłanie Ducha Świętego: 16 maja
- Boże Ciało: 27 maja